# Shin'ichi
Shin'ichi  è un nome proprio di persona giapponese maschile.

## Origine e diffusione
Come per la maggioranza dei nomi giapponesi, Shin'ichi (in hiragana しんいち, romanizzato anche come "Shinichi") assume un significato differente a seconda dei kanji usati per scriverlo. In questo caso, il secondo kanji è quasi sempre "uno" (一?, ichi, いち), da cui anche Taichi, mentre il primo  (?, shin, しん), può essere:
- 愼 o 慎 ("prendersi cura", "agire con cura")
- 進 ("avanzare", "progredire", "entrare")
- 伸 ("estendere")
- 真 ("vero", "reale", "genuino")
- 信 ("credere", "fidarsi")
- 新 ("nuovo", "moderno")
- 親 ("parenti", "genitori")

Si registra inoltre il composto dei due kanji "vero", "reale", "genuino" (真?, shin, しん) e "città", "villaggio", "fiera" (市?, ichi, いち).

## Onomastico
Il nome è adespota, non essendo portato da alcun santo, quindi l'onomastico ricade il 1º novembre, giorno di Ognissanti.

## Persone

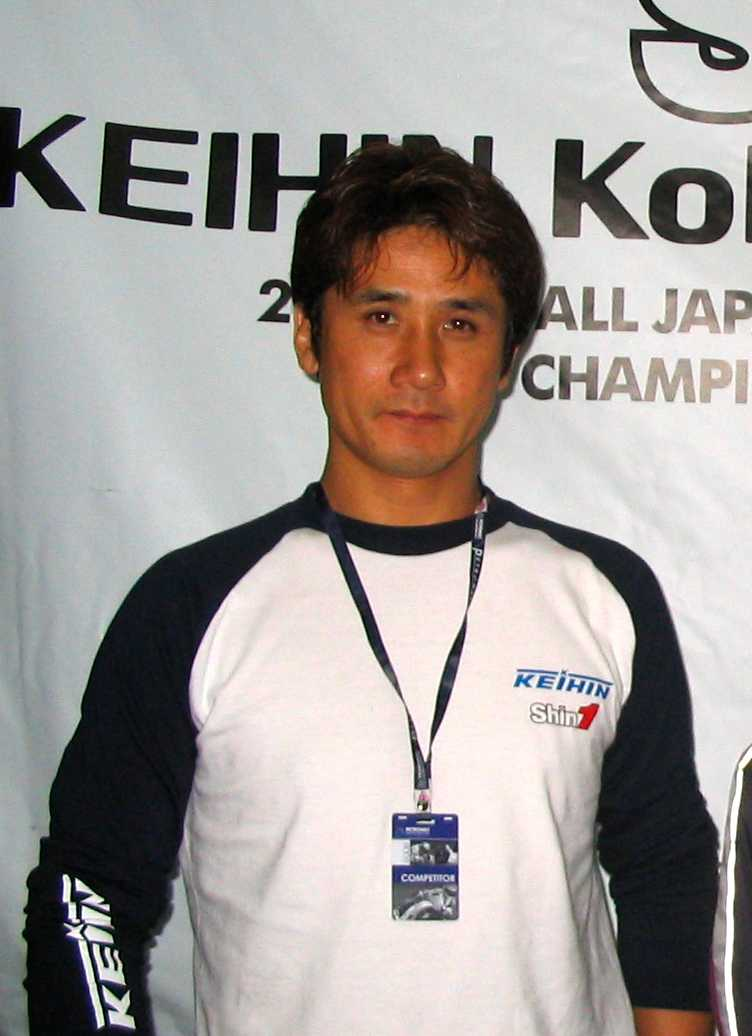
Shin'ichi Itō

- Shinichi Chiba, altro nome con cui è noto Sonny Chiba, attore e artista marziale giapponese
- Shin'ichi Fujimura, falsario giapponese
- Shin'ichi Fukuda, mangaka giapponese
- Shinichi Hosoma, fumettista giapponese
- Shin'ichi Itō, pilota motociclistico giapponese
- Shinichi Morishita, calciatore giapponese
- Shin'ichi Nakatomi, pilota motociclistico giapponese
- Shinichi Osawa, vero nome di Mondo Grosso, musicista giapponese
- Shin'ichi Sakamoto, fumettista giapponese
- Shinichi Sekizawa, sceneggiatore giapponese
- Shinichi Shinohara, judoka giapponese
- Shinichi Tsutsumi, attore giapponese
- Shin'ichi Watanabe, regista, sceneggiatore, animatore e doppiatore giapponese

## Il nome nelle arti
- Shinichi è un personaggio della serie di romanzi Il diario del vampiro, scritta da Lisa J. Smith.
- Shinichi Akiyama è un personaggio della serie manga e live action Liar Game.
- Shin'ichi Chiaki è un personaggio della serie manga e anime Nodame Cantabile.
- Shin'ichi Izumi è un personaggio della serie manga e anime Kiseiju - L'ospite indesiderato.
- Shinichi Kudo, più noto come Conan Edogawa, è un personaggio della serie manga e anime Detective Conan.
- Shinichi Maki è un personaggio della serie manga Slam Dunk.
- Shin'ichi "Shin" Okazaki è un personaggio del manga e dell'anime Nana (manga)